# Zoom (televisieprogramma)
Zoom was een Vlaams televisieprogramma dat sinds september 2007 elke schooldag werd uitgezonden op VTM. Het programma was gericht op tieners en jongeren en ontving werksubsidies van het Vlaamse ministerie van Jeugd. Heden wordt Zoom niet meer uitgezonden.

## Rubrieken
Zoomflash
Overzicht met het belangrijkste nieuws van de dag.
Kopstuk
Het hoofditem van elke aflevering.
Meningen
Jongeren geven zelf hun mening over de actualiteit van de dag. Elke week bezoekt de redactie een andere school.
ZoomTube
Uitsmijter. Dit item wordt vaak door jongeren bedacht en uitgewerkt.